# Willi Fischer (Politiker, 1943)
Willi Fischer (* 24. Februar 1943 in Bisingen; † 8. November 2008 in Tübingen) war ein deutscher Politiker (Freie Wähler) und von 1991 bis 2007 Landrat des Zollernalbkreises.

## Ausbildung und Beruf
Willi Fischer wurde im Februar 1943 als Sohn eines Landwirts in Steinhofen, das bereits im April 1938 nach Bisingen eingemeindet wurde, im Landkreis Hechingen geboren. Er besuchte von 1955 bis 1961 das Gymnasium im benachbarten Hechingen, das er nach der mittleren Reife verließ. Ab 1961 absolvierte er die Ausbildung für den gehobenen Verwaltungsdienst, die Fischer im Jahr 1966 mit der Staatsprüfung an der Verwaltungsschule Haigerloch als Diplom-Verwaltungswirt (FH) abschloss.

## Familie
Fischer war verheiratet. Aus dieser Ehe gingen zwei Söhne hervor, er hatte vier Enkelkinder.

## Partei
Willi Fischer war Mitglied der Freien Wähler im Zollernalbkreis.

## Öffentliche Ämter
Seine berufliche Laufbahn begann Willi Fischer im Jahr 1966 zunächst für vier Jahre beim Onstmettinger Bürgermeisteramt (Haupt- und Bauverwaltungsamt sowie Rechtsangelegenheiten). Von 1970 an arbeitete er für sieben Jahre bei der Gemeinde Bisingen als Leiter der Finanzverwaltung, Ratsschreiber und Standesbeamter. 1977 wechselte er als Kämmerer nach Spaichingen.
Im Oktober 1978 wurde Fischer zum Bürgermeister der Stadt Meßstetten gewählt. Er trat sein Amt zum 1. Januar 1979 an. Im Oktober 1986 kam es zu einer erfolgreichen Wiederwahl. In seinen fast 13 Amtsjahren trieb er die Integration des Kernorts und der sechs Ortsteile voran. In Fischers Amtszeit fiel die Partnerschaft mit Luynes und Savigné-sur-Lathan, die Einweihung der Heuberghalle, des Bauhofs und des Stausees Kohlstatt-Brunnenbach in Oberdigisheim. Er bemühte sich um die Partnerschaft mit Toccoa, USA. Er leitete die Stadtsanierung ein und machte sich um die Dorfentwicklung in den Ortsteilen verdient. Durch einen konsequenten Sparkurs verdiente sich Fischer den Spitznamen „Sparschultes“, den er mit Stolz führte. Die Pro-Kopf-Verschuldung war bei seinem Abgang halb so hoch wie beim Antritt.
Von 1979 bis zu seiner Wahl als Landrat des Zollernalbkreises am 3. Juni 1991 war er Mitglied des Kreistags für die Fraktion der Freien Wähler. Bei seiner Wahl setzte er sich mit deutlicher Mehrheit gegen den Hechinger Bürgermeister Norbert Roth (CDU) durch und wurde zum Nachfolger von Heinrich Haasis gewählt. Als er Landrat wurde, blieb er Meßstetter Bürger. Im Jahr 1999 wurde er für weitere acht Jahre in seinem Amt bestätigt. In seine zweite Amtszeit fielen die große Verwaltungsreform mit der Eingliederung der bis dahin selbständigen unteren Verwaltungsbehörden in die Landratsämter und die Strukturreform der beruflichen Schulen. Die unter seiner Führung beschlossene Schließung des Kreiskrankenhauses in Hechingen war in der Bevölkerung sehr umstritten. Dies zeigte sich stark, als vor einer Kreistagssitzung Fischer eine Papiersammlung mit 37.000 Unterschriften gegen die Schließung entgegennahm. Willi Fischer wurde am 28. September 2007 in den Ruhestand verabschiedet.

## Weitere Tätigkeiten
Willi Fischer übte eine Reihe ehrenamtlicher Funktionen aus und war in zahlreichen Gremien kraft Amtes vertreten. Er war von 1991 bis 2007 Vorsitzender der Philipp-Matthäus-Hahn-Stiftung, einer Stiftung zur Förderung von begabten Studierenden und wissenschaftlichem Nachwuchs an der Hochschule Albstadt-Sigmaringen. Erst im Herbst 2008 wurde er zum Schatzmeister des DRK-Landesverbands Baden-Württemberg gewählt.

## Tod
Fischer stürzte in der Nacht zum 7. November 2008 in seinem Meßstetter Wohnhaus und zog sich dabei Verletzungen am Kopf zu. Er wurde zunächst in die Klinik in Albstadt-Ebingen eingeliefert und danach in die Tübinger Uniklinik überstellt, wo er zwei Tage später starb.
Er wurde am 14. November 2008 auf dem Friedhof in Bisingen im engsten Kreis der Familie beigesetzt.